# Brachypipona schlaeflei
Brachypipona schlaeflei är en stekelart som beskrevs av Gusenleitner 2001. Brachypipona schlaeflei ingår i släktet Brachypipona och familjen Eumenidae. Inga underarter finns listade.